# Ченате Сото
Чена̀те Со̀то (на италиански: Cenate Sotto; на ломбардски: Senat Sota, Сенат Сота) е малкло градче и община в Северна Италия, провинция Бергамо, регион Ломбардия. Разположено е на 267 m надморска височина. Населението на общината е 3812 души (към 2017 г.).